# Filmografia Violetty Villas
Filmografia Violetty Villas – spis wszystkich filmów, recitali i programów telewizyjnych, w jakich wystąpiła artystka.

## Filmy i seriale
| Rok  | Informacje |
| ---- | --- |
| 1966 | Klub profesora Tutki - Reżyser: Andrzej Kondratiuk - Serial, odcinek 2: Profesor Tutka był dziennikarzem - Rola: piosenkarka w tawernie |
| 1969 | Heaven with a gun - Reżyser: Lee H. Katzin - Film pełnometrażowy, western - Rola: kelnerka                                              |
| 1969 | Paint your wagon - Reżyser: Joshua Logan - Film pełnometrażowy, musical - Rola: Francuzka                                               |
| 1969 | How to commit marriage - Reżyser: Norman Panama - Film pełnometrażowy, komedia - Rola: kobieta na widowni                               |
| 1970 | Dzięcioł - Reżyser: Jerzy Gruza - Film pełnometrażowy, komedia - Rola: Barbara Tylska                                                   |
| 1983 | Sny i marzenia - Reżyser: Paweł Pitera - Film pełnometrażowy, obyczajowy - Rola: Violetta, muza Jana Karolaka                           |
| 1988 | Sen o kopciuszku - Reżyser: Zbigniew Kowalewski - Film krótkometrażowy, biograficzny - Rola: ona sama                                   |
| 1988 | Zawsze jestem sobą - Reżyser: ? - Film krótkometrażowy, biograficzny - Rola: ona sama                                                   |
| 1989 | Violetta Villas - Reżyser: Zbigniew Kowalewski - Film pełnometrażowy, biograficzny - Rola: ona sama                                     |

## Recitale telewizyjne i radiowe
| Rok  | Informacje |
| ---- | --- |
| 1963 | Rewia Polskich Nagrań - Reżyser: Janusz Rzeszewski - Serial muzyczny - Transmitowany przez: TVP                            |
| 1965 | Roue de la chance - Reżyser: André Chanu - Audycja z Teatru Fontaine - Transmitowany przez: Office de télévision française |
| 1966 | Musique aux Champs Elysées - Reżyser: ? - Koncert radiowy nagrywany w Bazylei - Transmitowany przez: ?                     |
| 1968 | Małżeństwo doskonałe - Reżyser: Jerzy Gruza - Program telewizyjny - Transmitowany przez: TVP                               |
| 1970 | Śpiewa Violetta Villas - Reżyser: Konstanty Ciciszwili - Recital telewizyjny - Transmitowany przez: TVP                    |
| 1975 | Wesele - Reżyser: Jerzy Hoffman - Recital telewizyjny - Transmitowany przez: TVP                                           |
| 1977 | Sentymenty - Reżyser: Agnieszka Osiecka - Serial muzyczny - Transmitowany przez: TVP                                       |
| 1978 | Dobry wieczór tu Łódź - Reżyser: Janusz Rzeszewski - Recital telewizyjny, odcinek: Kochajmy się - Transmitowany przez: TVP |
| 1985 | Studio Lato - Reżyser: ? - Recital telewizyjny - Transmitowany przez: TVP                                                  |
| 1986 | Festiwal Piosenki Żołnierskiej Kołobrzeg - Reżyser: ? - Transmisja koncertu - Transmitowany przez: TVP                     |
| 1986 | Miss Polonia '86 - Reżyser: ? - Transmisja koncertu - Transmitowany przez: TVP                                             |
| 1988 | Violetta - Reżyser: Ryszard Poznakowski - Transmisja koncertu - Transmitowany przez: TVP                                   |
| 1995 | Tylko Tobie - Reżyser: Leszek Bonar - Recital telewizyjny - Transmitowany przez: TVP                                       |
| 1996 | Koncert na barce - Reżyser: Dariusz Goczał - Recital telewizyjny - Transmitowany przez: TVP                                |
| 1999 | Violetta V. – taka jestem - Reżyser: Elżbieta Skrętkowska - Transmisja koncertu - Transmitowany przez: TVP                 |

## Wykonanie piosenek
| Rok  | Informacje                                                                            |
| ---- | ------------------------------------------------------------------------------------- |
| 1966 | Klub profesora Tutki - Reżyser: Andrzej Kondratiuk - Piosenka: Cicha Helka            |
| 1969 | Tawerna trzynastu krzeseł - Reżyser: ? - Piosenka: Port bez mew i Zdecyduj się        |
| 1970 | Dzięcioł - Reżyser: Jerzy Gruza - Piosenka: Oczy czarne                               |
| 1979 | W tym szaleństwie... - Reżyser: Stanisław Manturzewski - Piosenka: wiele piosenek     |
| 1983 | Sny i marzenia - Reżyser: Paweł Pitera - Piosenka: wiele piosenek                     |
| 1987 | O rany, nic się nie stało - Reżyser: Waldemar Szarek - Piosenka: Spójrz prosto w oczy |
| 1989 | Violetta Villas - Reżyser: Zbigniew Kowalewski - Piosenka: wiele piosenek             |
| 1999 | Wojaczek - Reżyser: Lech Majewski - Piosenka: Ali alo, Kiedy Allah szedł              |
| 2000 | Bellissima - Reżyser: Artur Urbański - Piosenka: Do ciebie mamo                       |
| 2004 | Mój Nikifor - Reżyser: Krzysztof Krauze - Piosenka: Dla ciebie miły                   |
| 2008 | Aria Diva - Reżyser: Agnieszka Smoczyńska - Piosenka: Od stóp do głów                 |
| 2009 | Zamiana - Reżyser: Konrad Askinowicz - Piosenka: Spójrz prosto w oczy                 |